# 塞翁-塞布鲁克
塞翁-塞布鲁克是德国巴伐利亚州的一个市镇。总面积47.93平方公里，总人口4627人，其中男性2266人，女性2361人（2011年12月31日），人口密度97人/平方公里。